# Bảo tàng Đánh cá biển ở Świnoujście
Bảo tàng Đánh cá biển ở Świnoujście (tiếng Ba Lan: Muzeum Rybołówstwa Morskiego w Świnoujściu) là một bảo tàng ở thành phố cảng Świnoujście, thuộc tỉnh Tây Pomerania, Ba Lan. Bảo tàng hiện đang tổ chức triển lãm bên trong tòa thị chính cũ được xây dựng theo phong cách cổ điển vào giai đoạn 1805 - 1809.

## Triển lãm
Bảo tàng chuyên sưu tập và trưng bày các hiện vật có liên quan đến lịch sử của thành phố cảng Świnoujście và nghề đánh cá biển tại khu vực địa phương. Các bộ sưu tập của bảo tàng được bố trí trên ba tầng của tòa nhà với các chủ đề như:
- Thiên nhiên (tầng trệt): hệ động vật của vùng biển Baltic, đầm phá Szczecin và vịnh Pomerania.[2][3]
- Hàng hải (tầng hai): các ngư cụ mà ngư dân sử dụng để đánh bắt cá, mô hình tàu cá và các loại thiết bị hàng hải.[4][5][6]
- Lịch sử (tầng ba): lịch sử của thành phố Świnoujście thông qua các tài liệu, hình ảnh, đồ gốm, đồ nội thất, cổ tệ, và một số thứ khác.[7][8][9]